# 提法里提
提法里提（阿拉伯语: تيفاريتي）是西撒哈拉东北部的一个绿洲城镇，是波利萨里奥阵线所称的解放领土（摩洛哥则称之为缓冲区）的一部分。位于摩洛哥墙以东138公里处，距斯马拉15公里，离毛里塔尼亚北部边界也不远。
提法里提拥有一所医院、一所学校、一所博物馆、一所清真寺。目前是阿拉伯撒哈拉民主共和国第二军区总部和撒哈拉全国委员会的驻地。

## 历史
2009年以来，提法里提是“撒哈拉自行车赛”终点线，这是一条与摩洛哥墙平行的300公里（190英里）路线，起点则位于阿尤恩的撒哈拉难民营。
2011年以来，提法里提取代比尔莱赫卢成为阿拉伯撒哈拉民主共和国事实上的临时首都。

## 图片

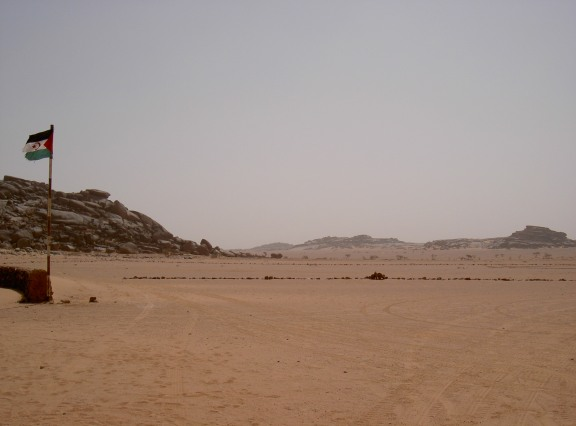
提法里提郊外
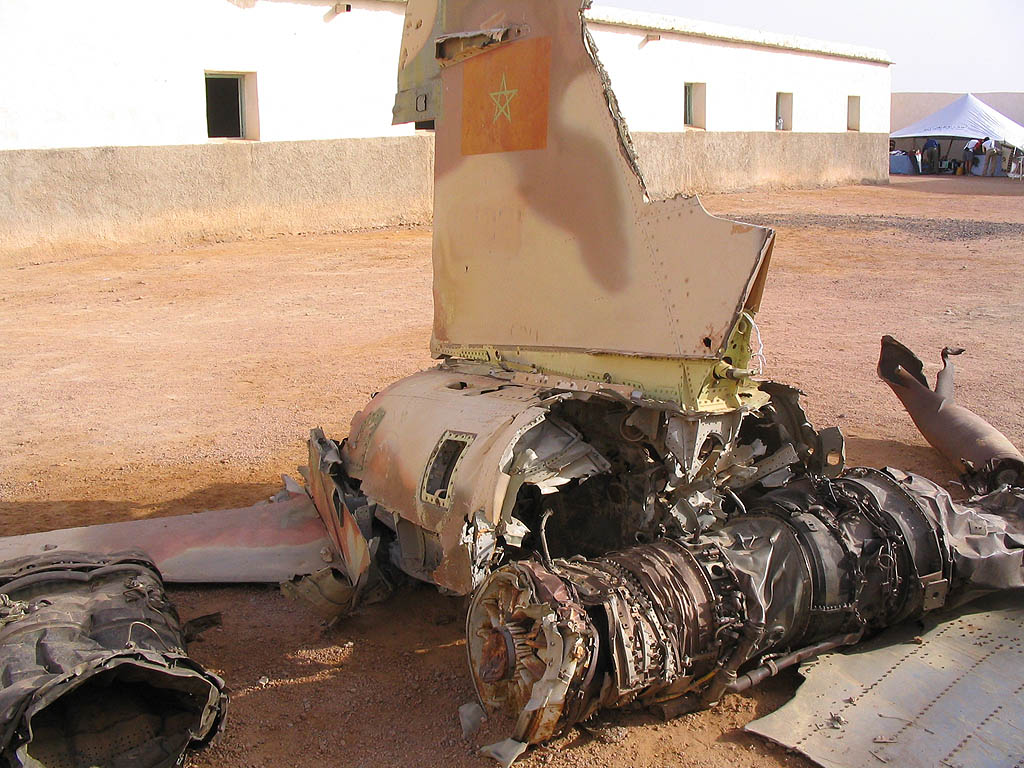
摩洛哥幻影F-1攻击机在西撒哈拉战争中被SPLA游击队击落
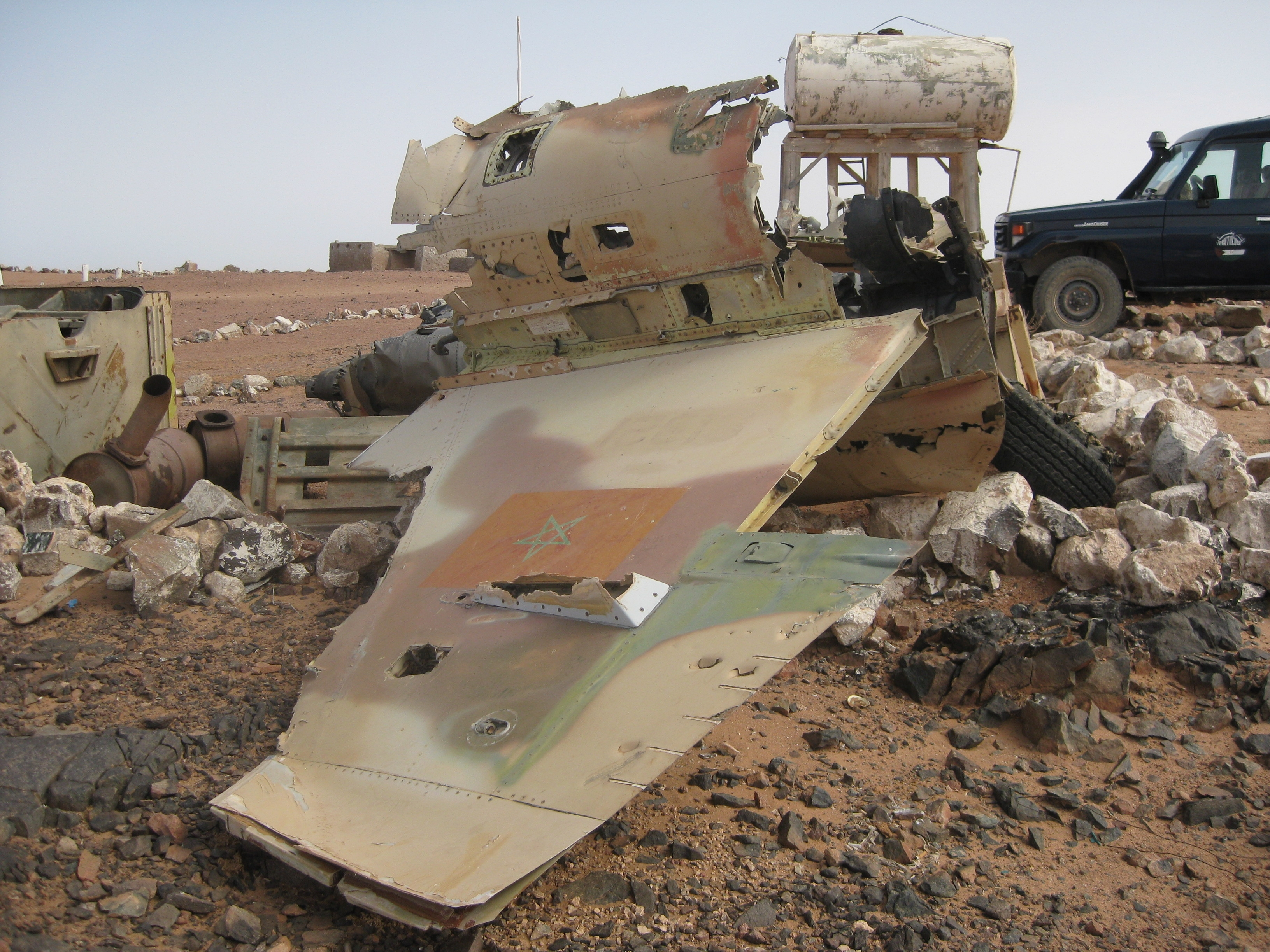
1991年提法里提攻势（英语：1991 Tifariti offensive）期间，摩洛哥F-5战斗机在提法里提附近被SPLA游击队击落。
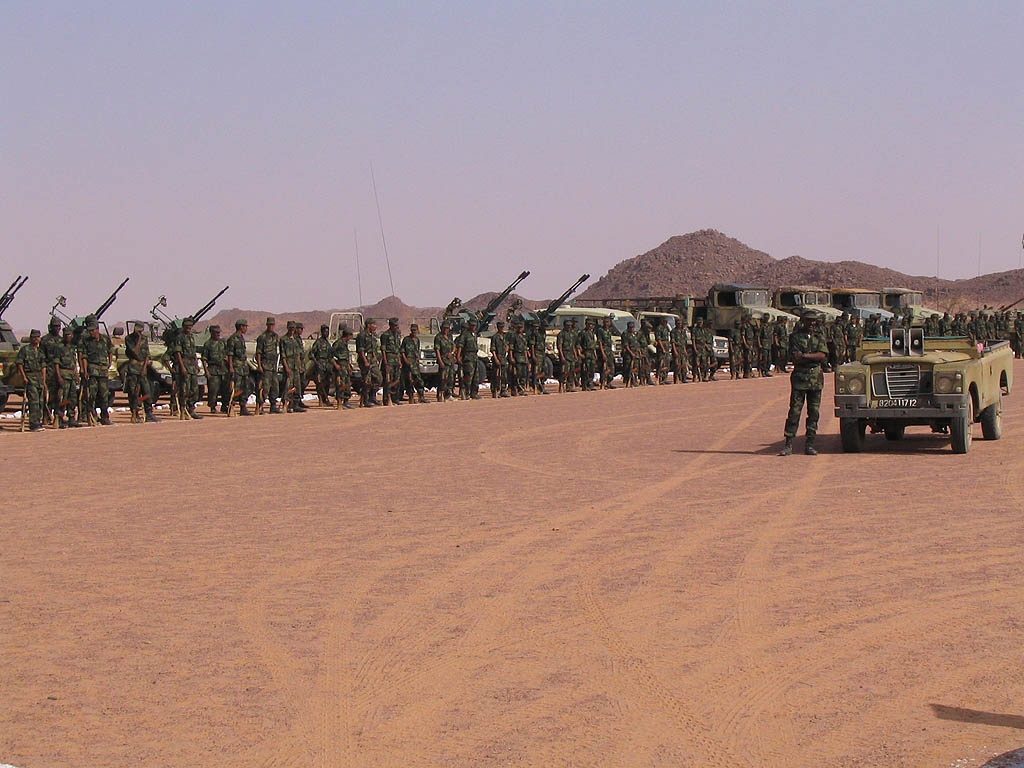
在波利萨里奥阵线32周年期间，SPLA军队聚集在提法里提。（2005年5月21日）
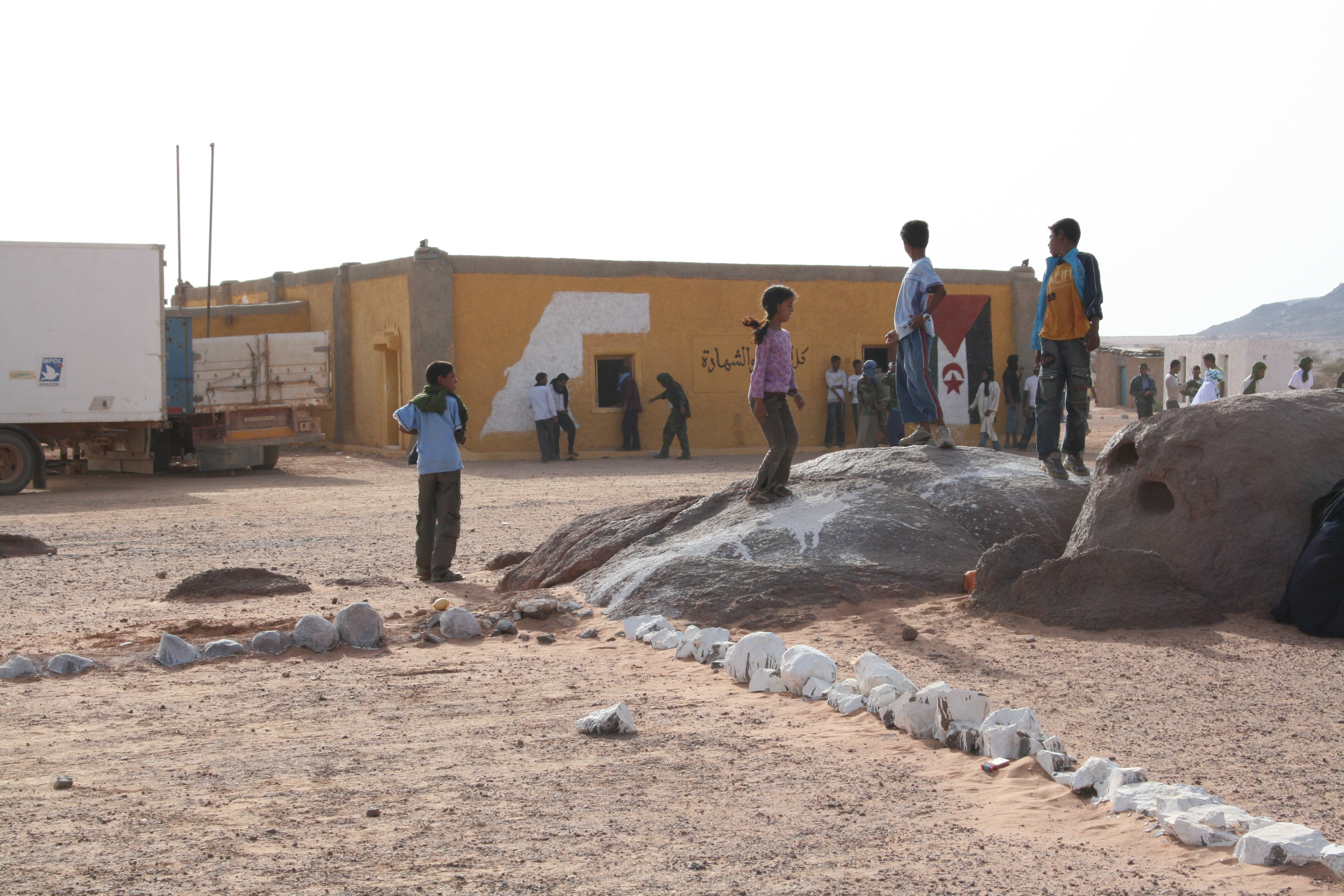
在“暑期大学”期间，来自提法里提撒哈拉难民营的撒哈拉儿童。（2009年8月17日）
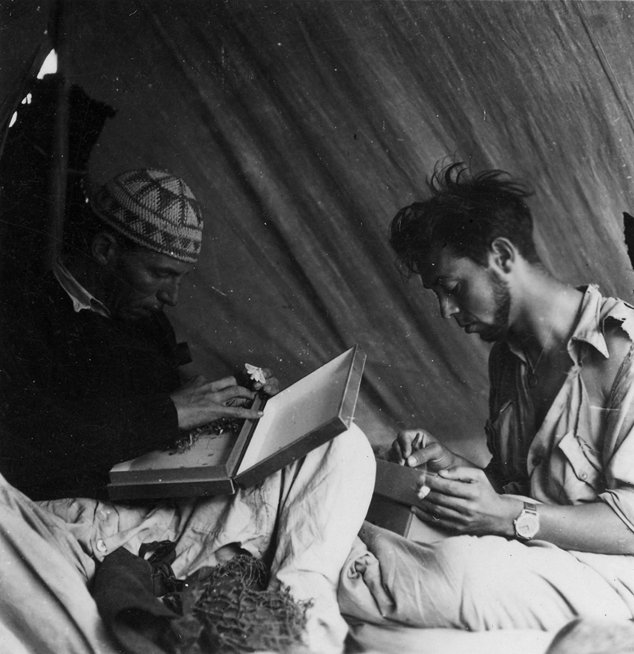
尤金尼奥·莫拉莱斯·阿加奇诺（英语：Eugenio Morales Agacino）（右图，西班牙昆虫学家和博物学家）和他的助手在提法里提一次沙漠蝗虫监测探险中。（1942年5月）
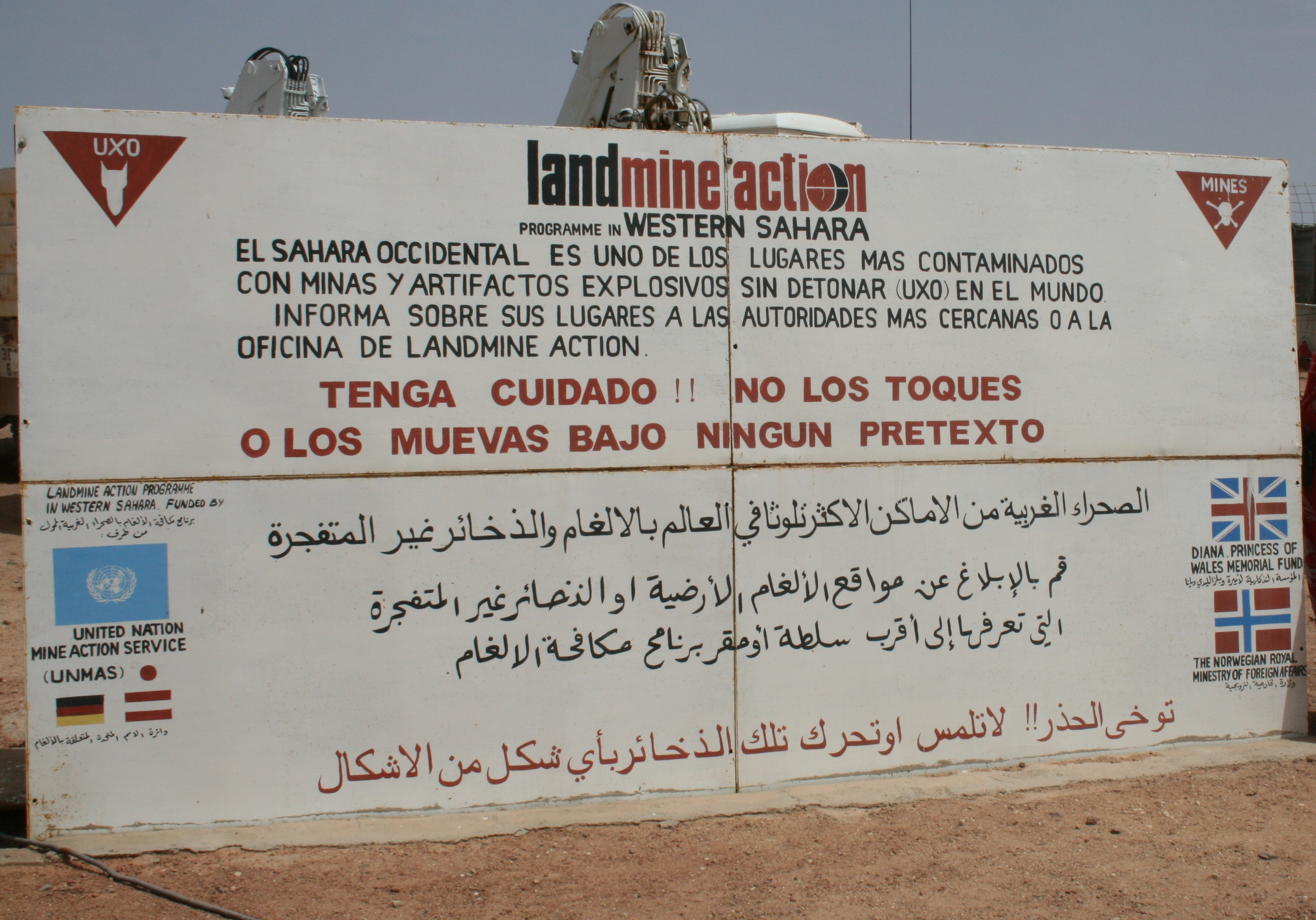
地雷行动警告说，西撒哈拉是世界上受地雷和未爆炸弹药污染最严重的地方之一。
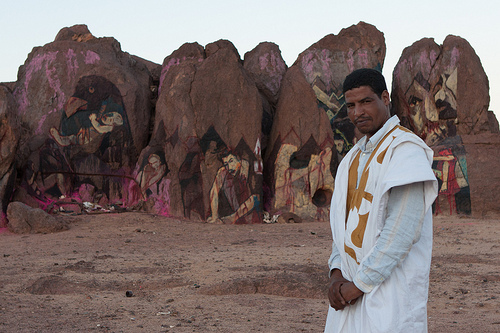
撒哈拉艺术家穆罕默德·穆劳德·伊斯勒姆（英语：Mohamed Mouloud Yeslem）在2010年艺术提法里提上的作品“Um Dreiga”
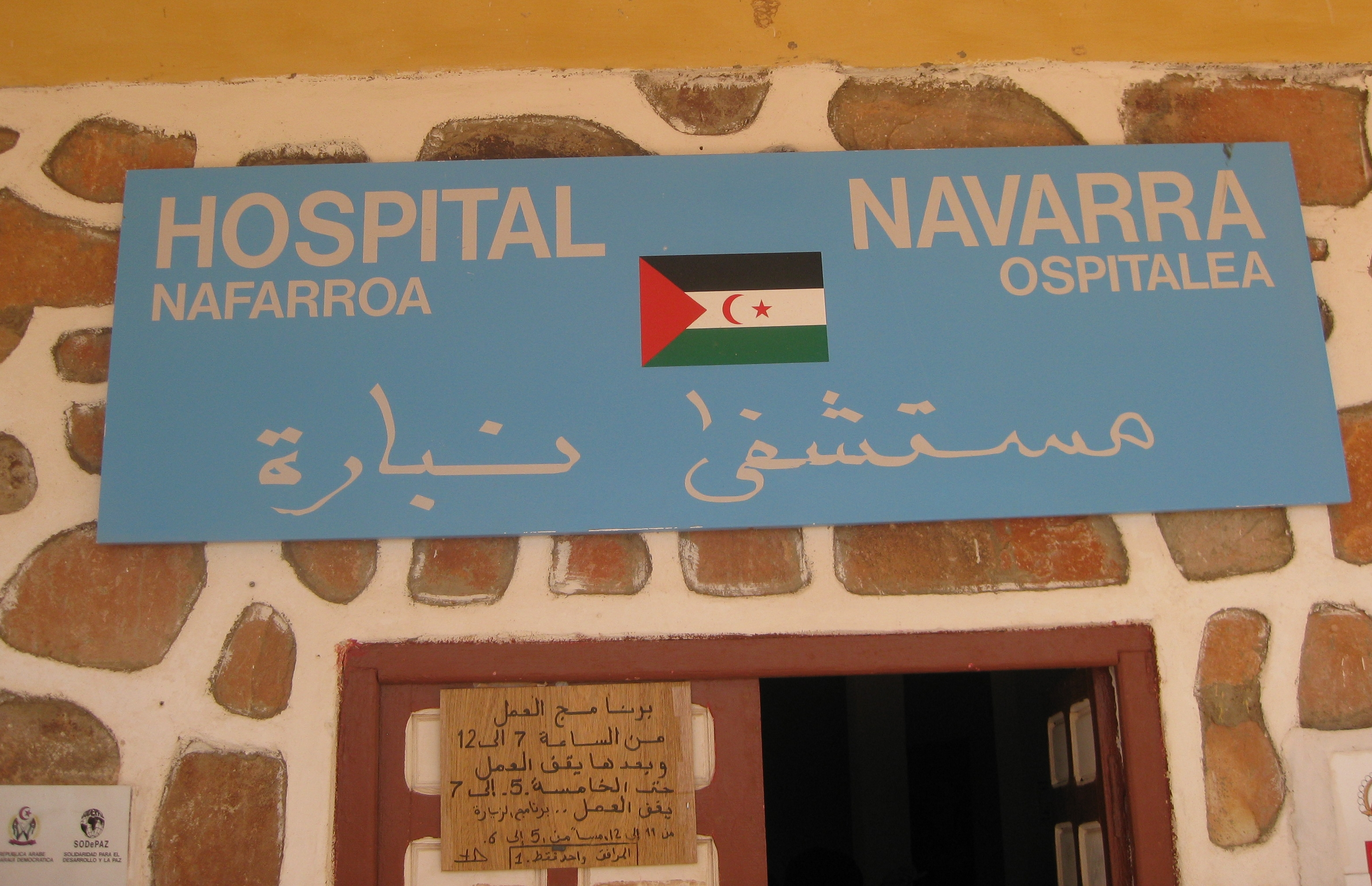
纳瓦拉医院（英语：Navarra Hospital）入口
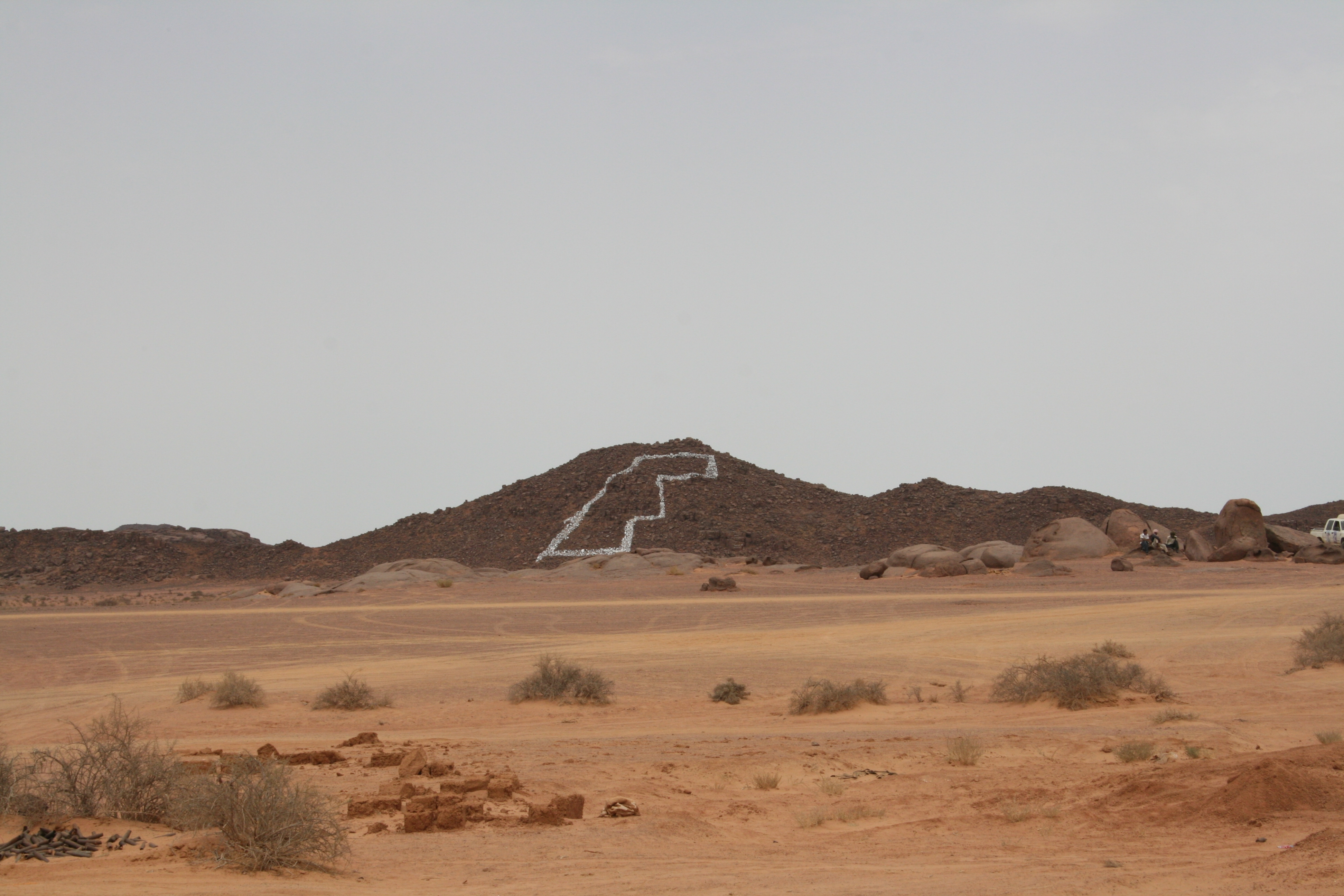
靠近提法里提的一座小山上的西撒哈拉地图